# کلیسای گریگور روشنگر مقدس، پارتاو
کلیسای گریگور روشنگر مقدس، پارتاو (ارمنی: եկեղեցի) یک کلیسا متعلق به کلیسای حواری ارمنی واقع در شهر پارتاو، [[]] جمهوری آذربایجان می‌باشد. ساخت و ساز این ساختمان در سال میلادی؛ به پایان رسید. این بنا به سبک معماری ارمنی طراحی شده‌است.